# Descendants of the Sun (telenovela filipina)
Descendants of the Sun é uma telenovela filipina produzida e exibida pela GMA Network de 10 de fevereiro a 25 de dezembro de 2020, estrelada por Dingdong Dantes e Jennylyn Mercado. É baseado na série de televisão sul-coreana de mesmo título, produzida pela KBS em 2016.

## Elenco
- Dingdong Dantes[1] como Lucas Manalo
- Jennylyn Mercado[2] as Maxine Dela Cruz
- Rocco Nacino[1] como Diego Ramos / Wolf
- Jasmine Curtis-Smith como Moira Defensor[1]
- André Paras[3] como Ralph Vergara
- Chariz Solomon[1] como Emma Perez
- Renz Fernandez[1] como Earl Jimeno
- Pancho Magno as Daniel Spencer
- Nicole Kim Donesa como Via Catindig[4]
- Reese Tuazon[3] como Sandra Delgado
- Jenzel Angeles[3] como Hazel Flores
- Bobby Andrews como Eric Feliciano
- Ricardo Cepeda como Carlos Defensor
- Paul Salas[1] como Marty Talledo
- Lucho Ayala[1] como Alen Eugenio / Snoopy
- Jon Lucas[5] como Benjo Tamayo / Harry Potter
- Prince Clemente[1] como Randy Katipunan / Picollo
- Antonio Aquitania como Bienvenido Garcia
- Neil Ryan Sese como Rodel Dela Cruz
- Ian Ignacio como Greg Abad
- Rich Asuncion como Janet Pagsisihan
- Carlo Gonzales acomo Val Domingo
- Roi Vinzon[1] como Abraham Manalo
- Hailey Mendes[1] como Judith Manalo
- Marina Benipayo acomo Olivia Dela Cruz

## Exibição
| País/Região      | Emissora     | Data de estréia         | Data de final          | Título                 |
| ---------------- | ------------ | ----------------------- | ---------------------- | ---------------------- |
| Filipinas        | GMA Network  | 10 de fevereiro de 2020 | 25 de dezembro de 2020 | Descendants of the Sun |
| Estados Unidos   | GMA Pinoy TV | fevereiro de 2020       | dezembro de 2020       | Descendants of the Sun |
| Canadá           | GMA Pinoy TV | fevereiro de 2020       | dezembro de 2020       | Descendants of the Sun |
| Japão            | GMA Pinoy TV | fevereiro de 2020       | dezembro de 2020       | Descendants of the Sun |
| Taiwan           | GMA Pinoy TV | fevereiro de 2020       | dezembro de 2020       | Descendants of the Sun |
| Hong Kong        | GMA Pinoy TV | fevereiro de 2020       | dezembro de 2020       | Descendants of the Sun |
| Malásia          | GMA Pinoy TV | fevereiro de 2020       | dezembro de 2020       | Descendants of the Sun |
| Indonésia        | GMA Pinoy TV | fevereiro de 2020       | dezembro de 2020       | Descendants of the Sun |
| Singapura        | GMA Pinoy TV | fevereiro de 2020       | dezembro de 2020       | Descendants of the Sun |
| Papua-Nova Guiné | GMA Pinoy TV | fevereiro de 2020       | dezembro de 2020       | Descendants of the Sun |
| Austrália        | GMA Pinoy TV | fevereiro de 2020       | dezembro de 2020       | Descendants of the Sun |
| Nova Zelândia    | GMA Pinoy TV | fevereiro de 2020       | dezembro de 2020       | Descendants of the Sun |
| Europa           | GMA Pinoy TV | fevereiro de 2020       | dezembro de 2020       | Descendants of the Sun |
| Médio Oriente    | GMA Pinoy TV | fevereiro de 2020       | dezembro de 2020       | Descendants of the Sun |